# Kímolos
Pour l’article homonyme, voir Kimolos (dème).
Kímolos (grec moderne : Κίμωλος) est une île en Mer Égée, dans le sud-ouest de l'archipel des Cyclades à une distance de 1,6 km au nord-est de Milos, qui compte 769 habitants (2001 recensement grec) et inclut administrativement les îles inhabitées de Polyaigos, Agios Georgios et Agios Efstathios.

## Géographie
Elle a une superficie de 35 km². Elle a une forme ronde de 7 kilomètres de diamètre. 
Le chef-lieu de l'île est Kimolos (parfois nommé aussi Chora ou Chorio). Le second village de l'île est le port de Psathi, situé à une distance de 1,5 km de Kimolos. Il y a aussi quelques maison à Prassa au nord est. Une forteresse médiévale en ruine, Paléokastro, surplombe l'île depuis son point culminant (398 mètres).
Ses habitants se dédient à l'élevage, à la pêche et depuis peu au tourisme.
Kimolos fait partie des îles des Cyclades qui ne sont pas autosuffisantes en eau. Elle reçoit de l'eau tous les ans (et surtout l'été à cause de la saison touristique) depuis le port du Laurion en Attique, pour un coût moyen de 8,30 € le mètre-cube.

## Histoire
L'ancien nom de Kimolos fut Echinousa. Elle fut aussi appelée à partir du Moyen Âge Argentière.
Dans l'Antiquité, l'île était réputée pour sa terre crayeuse de couleur blanche, la cimolite, qui était utilisée comme savon par les Athéniennes. Elle était également appréciée dans l'art de la porcelaine. 
En 1205, elle fit partie du Duché de Naxos, en possession directe des Sanudi, puis des Crispi. En 1397, Francesco I Crispo divisa son duché entre ses cinq fils et Kimolos devint une baronnie vassale du duché. Comme elle ne disposait d'aucune fortification, elle devint la proie des pirates et il semblerait qu'elle ait été par moments totalement désertée. À la fin du XVe siècle, Kimolos aurait appartenu aux Gozzadini, une famille originaire de Bologne. Désertée, l'île fut repeuplée dans les années 1590 à partir de Sifnos, possession principale des Gozzadini ; la fondation du kastro date de cette époque.
L'origine bolonaise des Gozzadini leur permit de se maintenir au pouvoir sous suzeraineté ottomane après le passage de Barberousse dans les Cyclades, au moins jusqu'en 1617 où l'île devint définitivement ottomane.
Au XVIIe siècle, l'île était une base pour les pirates chrétiens opérant dans les Cyclades, notamment au cours de la guerre de Candie. Son économie fut ainsi affectée par la diminution de la piraterie au début du XVIIIe siècle.
Elle fut rattachée à la Grèce en 1829 avec le restant des Cyclades après la Guerre d'indépendance grecque menée contre l'Empire ottoman.